# 成汤庙山门
36°36′41″N 113°44′24″E / 36.61139°N 113.74000°E
成汤庙山门位于中国河北省涉县井店镇，2006年被列为第六批全国重点文物保护单位。
成汤庙建于金大定四年（1164年），现仅存山门，为金代遗构。山门坐西南朝东北，面阔三间，进深两间，单檐悬山顶，高7.6米，建筑面积93.52平方米，斗栱为五铺作双假昂重栱计心造，梁架结构为四椽栿通檐用三柱。檐柱上有金、明、清题刻六处。另有石刻五处，碑刻十二通。
山门南侧原有一座戏楼，现已塌毁，原址上新建了其他建筑。1993年，山门与戏楼曾以“成汤庙山门、戏楼”为名入选第三批河北省文物保护单位。